# Strada romana Virunum-Iuvavum
La strada romana Virunum-Iuvavum era una strada imperiale romana e un importante attraversamento delle Alpi, che collegava il municipium Claudium Virunum, oggi nella località Zollfeld del comune austriaco di Maria Saal, con il municipium Iuvavum, l'odierna Salisburgo. Precedentemente, una collegamento viario univa un insediamento celtico ubicato a Magdalensberg, non lontano da Klagenfurt, con la Iuvavum dei Taurisci, mentre sotto i romani il percorso venne elevato allo status di strada imperiale.

## Storia della ricerca
Lo storico Michael Franz Jabornegg von Altenfels sosteneva che la strada passasse attraverso i Tauri di Radstadt e, successivamente, attraverso Friesach, ma ciò risultava in contrasto con le indicazioni sulla sua posizione presenti nella Tabula Peutingeriana. Anche Konrad Miller era sicuro del percorso attraverso i Tauri di Radstadt, sulla base dei ritrovamenti e delle informazioni sulle distanze, ma ipotizzò che la strada passasse attraverso l'Alto Murtal fino all'area di Stadl an der Mur/Steindorf/Paal (Graviacum), e da lì via Flattnitz (Tarnasicum, 1400 m), oltre il Flattnitzerhöhe nella Gurktal, e via Zweinitz (Beliandrum) e Treibach (Matucaium) fino allo Zollfeld. Questa teoria viene considerata valida ancora oggi, benché non sia provata.

## Percorso
Il collegamento stradale romano, già percorso dai Taurisci, passava da Virunum a Iuvavum per il passo dei Tauri di Radstadt ed è facilmente rintracciabile grazie alle pietre miliari romane, ad altri ritrovamenti ed alle indicazioni delle distanze riportate sulla Tabula Peutingeriana. Su quest'ultima, da nord a sud, sono presenti le seguenti stazioni postali (mansiones):
- Iuvavum (Salisburgo)
- Cuculle (Kuchl)
- Vocarium (Pfarrwerfen)
- Ani (Altenmarkt im Pongau)
- In Alpe (Tauri di Radstadt)
- Immurio (Unternberg)
- Graviacum
- Tamasicum/Tarnasicum (Flattnitzerhöhe o Turracherhöhe?)
- Beliandrum
- Matucaio
- Virunum (Maria Saal)

Oggi v'è ancora incertezza sul tratto meridionale della strada: sebbene sia stato a lungo immaginato il suo percorso sul Flattnitzerhöhe, è ipotizzabile anche una variante sul Turracherhöhe; Tarnasicum sarebbe da identificare con Turrach e Beliandrum con Feldkirchen, con il percorso che passerebbe da St. Peter am Bichl a Virunum. Questa tesi è supportata da una pietra miliare e da altri reperti rinvenuti a St. Peter, da un insediamento romano scavato a Feldkirchen e dal fatto che non vi sia stato alcun rinvenimento fra Flattnitz e Zweinitz.

## Collegamenti

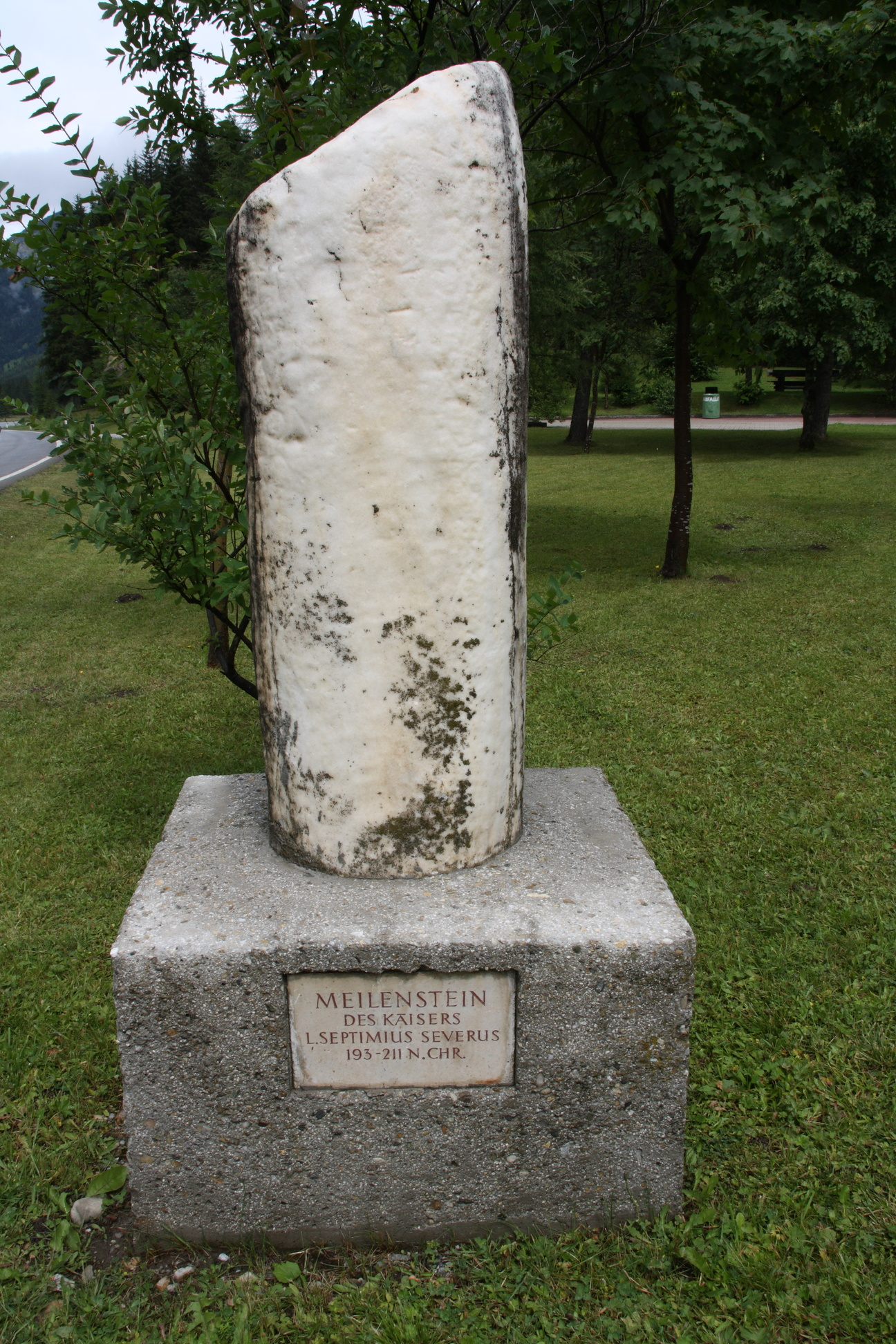
Pietra miliare dell'imperatore Lucio Settimio Severo al passo dei Tauri

Da Virunum, attraverso altre strade imperiali, erano raggiungibili anche Ovilava, Aquileia e Celeia, mentre da Iuvavum anche Ovilava e, attraverso la Via Iulia, Augusta Vindelicorum: la strada, quindi, coincideva per un tratto con la Via Iulia Augusta da Aquileia ad Augusta Vindelicorum.

## Situazione attuale
Attualmente molte strade seguono il percorso storico, come la Halleiner Landesstraße o la Katschberg Straße sul passo dei Tauri di Radstadt, dove sono visibili diverse pietre miliari. Raimund Kastler ha delineato il percorso esatto dal Pass Lueg a Iuvavum.